# 托迪雷什蒂鄉 (雅西縣)
47°20′N 26°50′E / 47.333°N 26.833°E
托迪雷什蒂鄉（羅馬尼亞語：Comuna Todirești, Iași），是羅馬尼亞的鄉份，位於該國東北部，由雅西縣負責管轄，面積43平方公里，海拔高度410米，2007年人口4,888，人口密度每平方公里114人。